# Anton Danielsson
Anton Danielsson, född 16 maj 1997 i Skellefteå, är en svensk professionell ishockeyspelare som spelar för Skellefteå AIK i SHL.
Antons moderklubb är Clemensnäs HC. Han har även spelat tre landskamper för Sveriges juniorlandslag.